# Xifratge per substitució
El xifratge per substitució és un mètode de xifratge pel qual unitats de text pla són substituïdes amb text xifrat seguint un sistema regular, les "unitats" poden ser una sola lletra (el cas més comú), parells de lletres, trios de lletres, mescles de l'anterior, entre d'altres. El receptor desxifra el text realitzant la substitució inversa.
Els xifratges per substitució són comparables als xifratges per transposició. En un xifratge per transposició, les unitats del text pla són canviades utilitzant una ordenació diferent i normalment bastant complexa, però les unitats en si mateixes no es modifiquen. Per contra, en un xifratge per substitució, les unitats del text pla mantenen el mateix ordre, el que canvia són les mateixes unitats del text pla.
Hi ha diversos tipus de xifratges per substitució. Si el xifratge opera sobre lletres simples, es denomina xifratge per substitució simple, un xifratge que opera sobre grups de lletres s'anomena, poligràfic. Un xifratge monoalfabètic fa servir una substitució fixa per a tot el missatge, mentre que un xifratge polialfabètic amb diferents substitucions en diferents moments del missatge-per exemple els homòfons, en què una unitat del text pla és substituïda per una d'entre diverses possibilitats existents per al text xifratge.

## Substitució simple

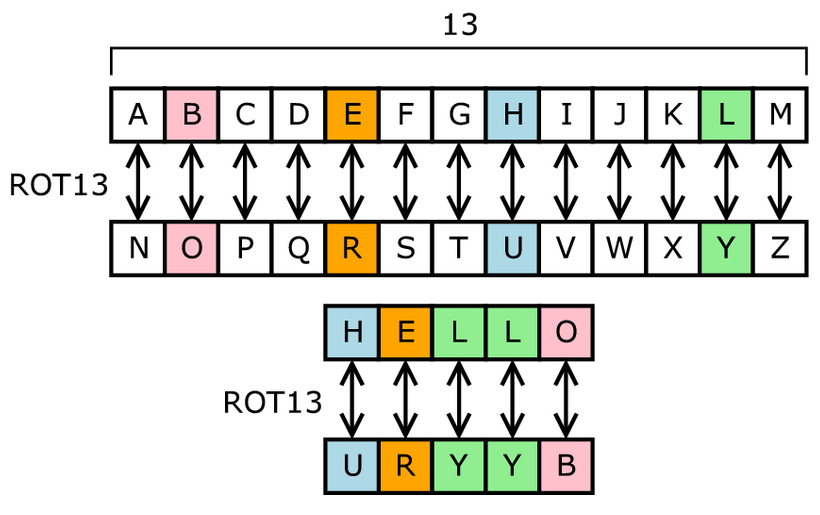
ROT13 és una variant del xifratge parar, un tipus de xifratge de substitució. En ROT13, l'alfabet és rotat 13 posicions.

En el xifratge de substitució una lletra en el text original és reemplaçada per una altra lletra que es troba en una posició que està un nombre determinat d'espais més endavant en l'alfabet. Això s'anomena alfabet de substitució. L'alfabet pot ser desplaçat o invertit (creant uns xifratges de tipus Cèsar i Atbash, respectivament) o barrejats d'una forma complexa, d'aquesta manera s'obté un alfabet barrejat o alfabet sense rang. De forma tradicional s'elaboraven els alfabets escrivint la clau, eliminant els caràcters repetits en ell.

### Exemples
Utilitzant aquest sistema, la clau " zebres " ens permet generar els següents alfabets:
| Alfabet pla:    | Abcdefghijklmnopqrstuvwxyz |
| alfabet xifrat: | ZEBRASCDFGHIJKLMNOPQTUVWXY |

Un missatge del tipus
```
flee at once. we are discovered !
```

es xifra com
```
SIAA ZQ LKBA. VA Zoa RFPBLUAOAR !
```

Tradicionalment els textos xifratges s'escrivien en blocs d'igual longitud, ometent els signes de puntuació i els espais, això tenia dos efectes: perimitía una transmissió més eficient lliure d'errors i evitava distingir les paraules pels contorns. Aquests blocs es denominava "grups", i de vegades un recompte de grupost "(és a dir el nombre de grups) proporcionava una forma de revisió addicional. Per exemple, els grups de cinc lletres eren tradicionals, de l'època del telègraf:
```
SIAAZ QLKBA VAZOA RFPBL UAOAR
```

Si la longitud del missatge passava que no era divisible entre cinc, es podia llavors omplir amb zeros fins al final. O amb caràcters que no donessin sentit obvi al text, d'aquesta manera el receptor no podia fàcilment descartar.
L'alfabet emprat en el xifratge és de vegades diferent al de l'alfabet originari, per exemple, en el xifratge francmaçó, el text xifratge consisteix en un conjunt de símbols derivats d'una xarxa. com per exemple:
Aquestes característiques fan més segur el xifratge, ja que el desxifrador té quebuscar més possibilitats per encaixar el text en un alfabet AZ. En llistes i catàlegs de personals de vendes a vegades es pot trobar un esquema de xifratge simple mitjançant el qual es pot reemplaçar números i dígits per lletres.
| dígits sense xifrar: | 1234567890 |
| Alfabet de xifratge: | MAKEPROFIT |

Exemple: MAT would be used to represent 120.